# GP01 (イー・アクセス)
GP01 (ジーピー ゼロイチ) は、華為技術日本が開発した、イー・アクセス向けW-CDMA/HSPA+対応のデータ通信端末。

## 概要
D25HWをHSPA+に対応させたモデル。見た目はほとんど変わらないが、ロゴ配置だけでなく、側面のボタン形状の変更やコネクタがminiUSBからmicroUSBに変化するなど、細かい変化がみられる（ただし、登場当初のモックアップは、D25HWのロゴ部分にステッカーで訂正しただけのものが展示されていた。その後、GP01の正式なモックアップを設置した店舗と前述のD25HWにステッカーを張り替えただけものを展示したところとが存在した）。
このため、本体附属される標準の電池パックを除けば、D25HWのオプションの流用はほぼ不可能（大容量電池パックそのものは流用可能だが、附属する大容量電池パック用カバーが、側面のボタンの配置やコネクタの関係などで合わないため、各々別オプション扱いとなっている）。

## 仕様（テンプレート外）
- 電池パック
  - リチウムイオンポリマー 3.7V 1500mAh(大容量電池パックは、2600mAh)

## アップデート履歴
- 2011年7月20日実施分[2]
  - 国際ローミング（3G）対応
- 2011年11月17日実施分[3]
  - マルチSSID機能への対応
  - NAS機能への対応